# Рауль д’Иври
Рауль д’Иври (лат. Radulfus; умер примерно в 1015 году) — нормандский аристократ, граф Иври с 1011 года, единоутробный брат герцога Нормандии Ричарда I Бесстрашного.

## Биография
Рауль д’Иври был сыном богатого нормандца по имени Эсперленг, владевшего несколькими мельницами, и Спроты, которая до замужества была наложницей герцога Вильгельма I Длинный Меч и родила ему наследника, Ричарда I. Рауль родился, когда его единоутробный брат уже формально правил герцогством. Впервые он упоминается в связи с переходом власти к племяннику, Ричарду II, в 996 году.
Согласно Дудо Сен-Кантенскому, Ричард I, оставляя власть малолетнему сыну, завещал Раулю права регента. В этом качестве Рауль защищал герцогскую власть как от аристократической оппозиции, так и от народных бунтов. Он жестоко подавил крестьянское восстание, приказав отрубать бунтовщикам руки и ноги, а когда против герцога поднял мятеж его младший брат Вильгельм I, Рауль захватил того в плен и пять лет держал в заключении.
Рауль д’Иври стал первым из вассалов нормандских герцогов, кого источники называют графом (с 1011 года). Считается, что территориальная локализация как часть титула появилась в этом регионе позднее, не раньше 1040-х годов, так что современники, включая Дудо Сен-Кантенского, называли дядю герцога просто «граф Рауль». Живший позже Ордерик Виталий именовал Рауля графом Байё, но историки считают, что хронист спутал этого персонажа с его сыном, который был в Байё епископом. Продолжатель Ордерика Роберт де Ториньи называл Рауля графом Иври. Это значит, что опекун герцога непосредственно контролировал важный участок южной границы герцогства, где перекрещивались старые римские дороги; спустя несколько десятилетий этот регион стал объектом притязаний графов Блуаских.

## Семья
Рауль был женат дважды — на Эрембурге и на Обри де Канвилль. В этих браках родились пятеро детей:
- Гуго (примерно 1011—1049), епископ Байе;
- Жан (умер в 1079), епископ Авранша, архиепископ Руана;
- Эмма, жена Осберна де Крепона[11];
- Рауль;
- дочь, жена Рауля де Бофора[12].